# Třída Kolberg
Třída Kolberg byla třída lehkých křižníků Kaiserliche Marine. Celkem byly postaveny čtyři jednotky této třídy. Všechny bojovaly v první světové válce. Dvě byly ve válce potopeny a dvě předány Francii a Japonsku jako součást reparací. Francie svůj křížník provozovala do roku 1927. Japonsko jej rovnou sešrotovalo.

## Stavba
V letech 1907–1911 byly postaveny čtyři křižníky této třídy. Oproti předcházející třídě Dresden měly větší výtlak umožňující posílení výzbroje a instalaci výkonnějšího pohonného systému. Do stavby se zapojily loděnice Schichau-Werke v Elbingu, AG Vulcan Stettin ve Štětíně, Germaniawerft a Kaiserliche Werft Kiel v Kielu.
Jednotky třídy Kolberg:
| Jméno    | Loděnice               | Založení kýlu | Spuštěna           | Vstup do služby | Status |
| -------- | ---------------------- | ------------- | ------------------ | --------------- | --- |
| Kolberg  | Schichau-Werke         | 1908          | 14. listopadu 1908 | 21. června 1910 | Vyřazen 1919. Předán Francii v rámci reparací. Přejmenován na Colmar. Vyřazen 1927, sešrotován 1929.                       |
| Mainz    | AG Vulcan Stettin      | 1907          | 23. ledna 1909     | 1. října 1909   | Dne 28. srpna 1914 potopen v první bitvě u Helgolandské zátoky.                                                            |
| Cöln     | Germaniawerft          | 1908          | 5. června 1909     | 16. června 1911 | Dne 28. srpna 1914 potopen v první bitvě u Helgolandské zátoky.                                                            |
| Augsburg | Kaiserliche Werft Kiel | 1908          | 10. července 1909  | 1. října 1910   | Od roku 1912 k testování, v letech 1912–1914 ve výcviku. Vyřazen 1919. V rámci reparací připadl Japonsku. Sešrotován 1922. |

## Konstrukce

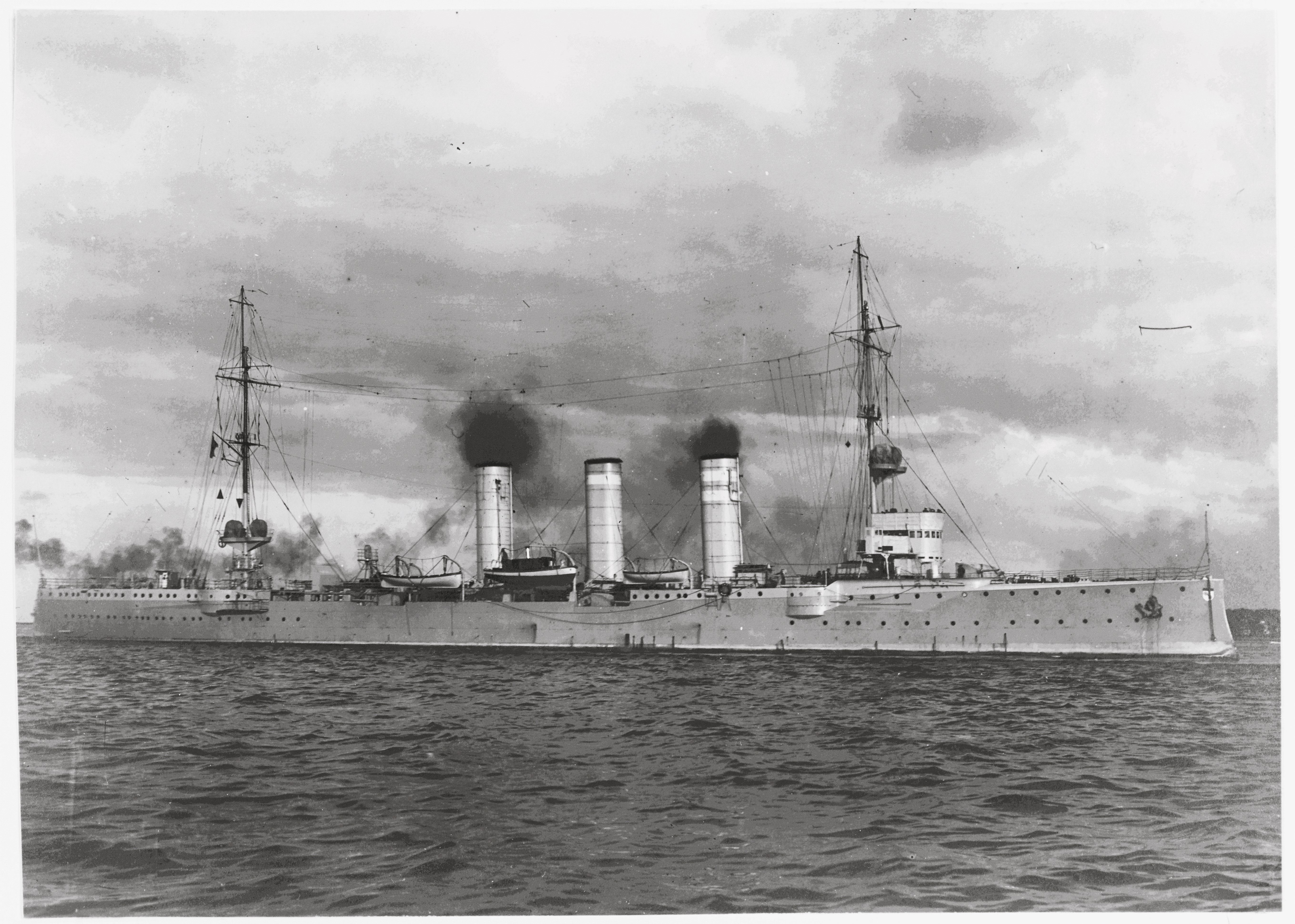
SMS Mainz

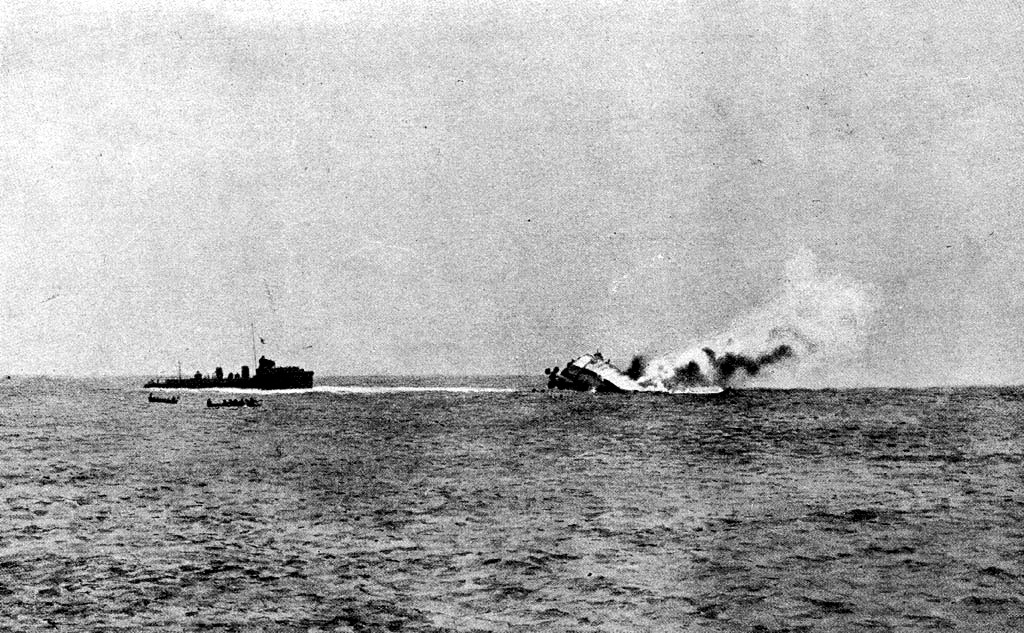
Potápějící se Mainz

Výzbroj lodí tvořilo dvanáct 105mm kanónů v jednohlavňové lafetaci (o dva více než u předchozích tříd), dva 52mm kanóny a dva 450mm torpédomety. Dále mohly nést až 100 min. Dvě 105mm děla stála vedle sebe na přídi, dvě na zádi, dvě na bocích uprostřed trupu a zbylá čveřice byla umístěna v kasematách na bocích lodí. Základ pancéřové ochrany představovala pancéřová paluba. Pancíř chránil ještě štíty děl a velitelskou věž. Křižníky pohánělo patnáct kotlů Marine v kombinaci s parními turbínami. Kolberg měl čtyři turbíny Melms & Pfenniger (původně měly být typu Zoelly) a Augsburg čtyři turbíny Parsons. Jejich celkový výkon byl 19 000 hp a roztáčely čtyři lodní šrouby. Nejvyšší rychlost dosahovala 25,5 uzlu. Křižník Mainz poháněly dvě parní turbíny AEG-Curtiss a Cöln dvě turbíny Germania. Jejich pohonný systém měl výkon 20 200 hp a turbíny roztáčely dva lodní šrouby. Nejvyšší rychlost dosahovala 26 uzlů. Kolberg měl dosah 3250 námořních mil při rychlosti 14 uzlů.

### Modifikace
Kolberg a Augsburg byly roku 1917 přezbrojeny (ostatní již byly v bojích potopeny) šesti 150mm kanóny. Roku 1918 byly doplněny dva 88mm protiletadlové kanóny.

## Osudy
Kolberg, Mainz a Cöln bojovaly 28. srpna 1914 v první bitvě u Helgolandské zátoky, ve které byly poslední dvě jednotky potopeny britskou Royal Navy (třetím potopeným křižníkem byl SMS Ariadne). Kolberg byl nasazen také 24. ledna 1915 v bitvě u Dogger Banku. Augsburg operoval převážně na Baltu. Dva z křižníků válku přečkaly a byly předány vítězům. Kolberg převzala Francie a Augsburg získalo Japonsko.